# 42 Cassiopeiae
42 Cassiopeiae es una estrella en la constelación Casiopea. Es una estrella enana blanco-azulada de tipo B con una magnitud aparente de +5.18 y se encuentra aproximadamente a 281 años luz de la Tierra.
- Datos: Q5097495